# جوناثان بيرد
جوناثان بيرد (بالإنجليزية: Jonathan Byrd)‏ هو لاعب غولف أمريكي، ولد في 27 يناير 1978 في أندرسون في الولايات المتحدة.

## وصلات خارجية
- جوناثان بيرد على موقع رابطة لاعبي الغولف المحترفين (الإنجليزية)
- جوناثان بيرد على موقع التصنيف العالمي الرسمي للغولف (الإنجليزية)